# Campionati del mondo di ciclismo su pista 2011 - Inseguimento individuale maschile
La gara di inseguimento individuale maschile ai Campionati del mondo di ciclismo su pista 2011 si svolse il 24 marzo 2011. La vittoria fu appannaggio dell'australiano Jack Bobridge.
Accreditati alla partenza 22 atleti, dei quali 21 completarono la gara.
Tutte le manche si svolsero sulla distanza di 4.000 mt. con partenza da fermo.

## Podio
| Pos.    | Atleta          | Nazionalità   |
| ------- | --------------- | ------------- |
| Oro     | Jack Bobridge   | Australia     |
| Argento | Jesse Sergent   | Nuova Zelanda |
| Bronzo  | Michael Hepburn | Australia     |

## Risultati

### Qualifiche
I migliori 2 tempi si qualificano alla finale per l'oro, il terzo e quarto tempo alla finale per il bronzo
| Posizione | Atleta           | Nazione       | Tempo    | Note |
| --------- | ---------------- | ------------- | -------- | ---- |
| 1         | Jack Bobridge    | Australia     | 4:17.465 | Q    |
| 2         | Jesse Sergent    | Nuova Zelanda | 4:21.481 | Q    |
| 3         | Michael Hepburn  | Australia     | 4:22.624 | q    |
| 4         | Rohan Dennis     | Australia     | 4:22.667 | q    |
| 5         | Victor Manakov   | Russia        | 4:26.348 |      |
| 6         | Dominique Cornu  | Belgio        | 4:27.756 |      |
| 7         | Nikias Arndt     | Germania      | 4:29.033 |      |
| 8         | Asier Maeztu     | Spagna        | 4:29.121 |      |
| 9         | Julien Morice    | Francia       | 4:29.509 |      |
| 10        | Jenning Huizenga | Paesi Bassi   | 4:30.687 |      |
| 11        | Sergi Escobar    | Spagna        | 4:31.352 |      |
| 12        | Arles Castro     | Colombia      | 4:31.777 |      |
| 13        | Vitaliy Shchedov | Ucraina       | 4:34.615 |      |
| 14        | Levi Heimans     | Paesi Bassi   | 4:34.686 |      |
| 15        | Claudio Imhof    | Svizzera      | 4:36.018 |      |
| 16        | Giairo Ermeti    | Italia        | 4:36.517 |      |
| 17        | Cheung King Lok  | Hong Kong     | 4:37.457 |      |
| 18        | Kilian Moser     | Svizzera      | 4:37.604 |      |
| 19        | Baron Felix      | Colombia      | 4:39.517 |      |
| 20        | Roman Dronin     | Uzbekistan    | 4:48.950 |      |
| 21        | Berik Kupeshov   | Kazakistan    | 4:50.282 |      |
| –         | Sam Harrison     | Gran Bretagna |          | DNS  |

DNS = Non partito

### Finali
| Posizione            | Atleta          | Nazione       | Tempo    | Gap    |
| -------------------- | --------------- | ------------- | -------- | ------ |
| Finale per l'Oro     |                 |               |          |        |
| 1                    | Jack Bobridge   | Australia     | 4:21.141 |        |
| 2                    | Jesse Sergent   | Nuova Zelanda | 4:23.865 | +2.724 |
| Finale per il Bronzo |                 |               |          |        |
| 3                    | Michael Hepburn | Australia     | 4:22.553 |        |
| 4                    | Rohan Dennis    | Australia     | 4:24.087 | +1.534 |